# Mpwapwa Mjini
Mpwapwa Mjini è una circoscrizione mista (mixed ward) della Tanzania situata nel distretto di Mpwapwa, regione di Dodoma. Conta una popolazione di 21 337 abitanti (censimento 2012).